# Sexta Calle Suroeste
La 6.ª Calle Suroeste o Calle Colón es una vía transversal de importancia histórica y arterial en el suroeste de Managua, Nicaragua. Su trazado conecta áreas céntricas de la ciudad con barrios periféricos y zonas del municipio de Ciudad Sandino.

## Trazado
Inicia en la Avenida Bolívar en el Centro histórico, y se extiende hacia el oeste cruzando barrios tradicionales como Monseñor Lezcano y Loma Verde. Atraviesa vías primarias como la NIC-2 y la 27.ª Avenida Suroeste, y continúa hasta finalizar en Ciudad Sandino, específicamente desde la 84.ª Avenida Suroeste hasta la 105.ª Avenida Suroeste.

## Intersecciones principales
- Avenida Bolívar (Managua) – Inicio en el centro fundacional
- NIC 2  – Carretera nacional que une Managua con León
- 27.ª Avenida Suroeste – Conexión a barrios intermedios
- 38.ª Avenida Suroeste – Cruce en zona residencial de Loma Verde
- 84.ª Avenida Suroeste – Inicio del tramo en Ciudad Sandino
- 105.ª Avenida Suroeste – Extremo occidental

## Barrios que atraviesa
- Centro histórico
- Monseñor Lezcano
- Loma Verde
- Ciudad Sandino

## Coordenadas
12°8′23″N 86°17′10″O / 12.13972, -86.28611